# Westbury (Nueva York)
Westbury es una villa ubicada en el condado de Nassau en el estado estadounidense de Nueva York. En el año 2000 tenía una población de 14.263 habitantes y una densidad poblacional de 2.308,5 personas por km². Westbury se encuentra dentro del pueblo de North Hempstead.

## Geografía
Westbury se encuentra ubicada en las coordenadas 40°45′32″N 73°35′17″O / 40.75889, -73.58806. Según la Oficina del Censo, la ciudad tiene un área total de 6,2 km² (2,4 mi²), de la cual 6,2 km² (2,4 mi²) es tierra y 0 km² (0 mi²) (0%) es agua.

## Demografía
Según la Oficina del Censo en 2000 los ingresos medios por hogar en la localidad eran de $74,032, y los ingresos medios por familia eran $77,988. Los hombres tenían unos ingresos medios de $41,844 frente a los $36,316 para las mujeres. La renta per cápita para la localidad era de $28,018. Alrededor del 5.3% de la población estaban por debajo del umbral de pobreza.